# كريستينا إليزابيث كرويسكي
كريستينا إليزابيث كرويسكي (بالسويدية: Christina Elisabeth Carowsky)‏ (5 مارس 1745 – 1797)، رسامة سويدية.
ولدت كرستيان في مدينة غوتنبرغ من عائلة فنية كبيرة، والدتها ماريا كرويسكي كانت فنانة تشكيلة وحفارة وكذلك أبوها مايكل كويسكي، وجدها جون روز الأوسط.
أصبحت كرستينا كرويسكي فنانة مشهورة بقدر كبير في غوتنبرغ، وتزوجت عام 1787 من الفنان إنغيلبيرت جورلين.